# Károly Szenes
Károly Szenes (* 1908 in Budapest; † unbekannt) war ein ungarischer Radrennfahrer und nationaler Meister im Radsport.

## Sportliche Laufbahn
Szenes war Straßenradsportler und im Bahnradsport aktiv. Er gewann 1934 die Ungarn-Rundfahrt vor István Liszkay und holte einen Etappensieg. 1929 und 1931 hatte er jeweils die letzte Etappe der Rundfahrt gewonnen. 1931 gewann er den nationalen Titel im Straßenrennen.
Bei den UCI-Straßen-Weltmeisterschaften 1929 kam er als 13. ins Ziel, 1930 belegte er im Rennen der Amateure den 10. Platz. Er startete für den Verein MTK Budapest.